# Blackgaze

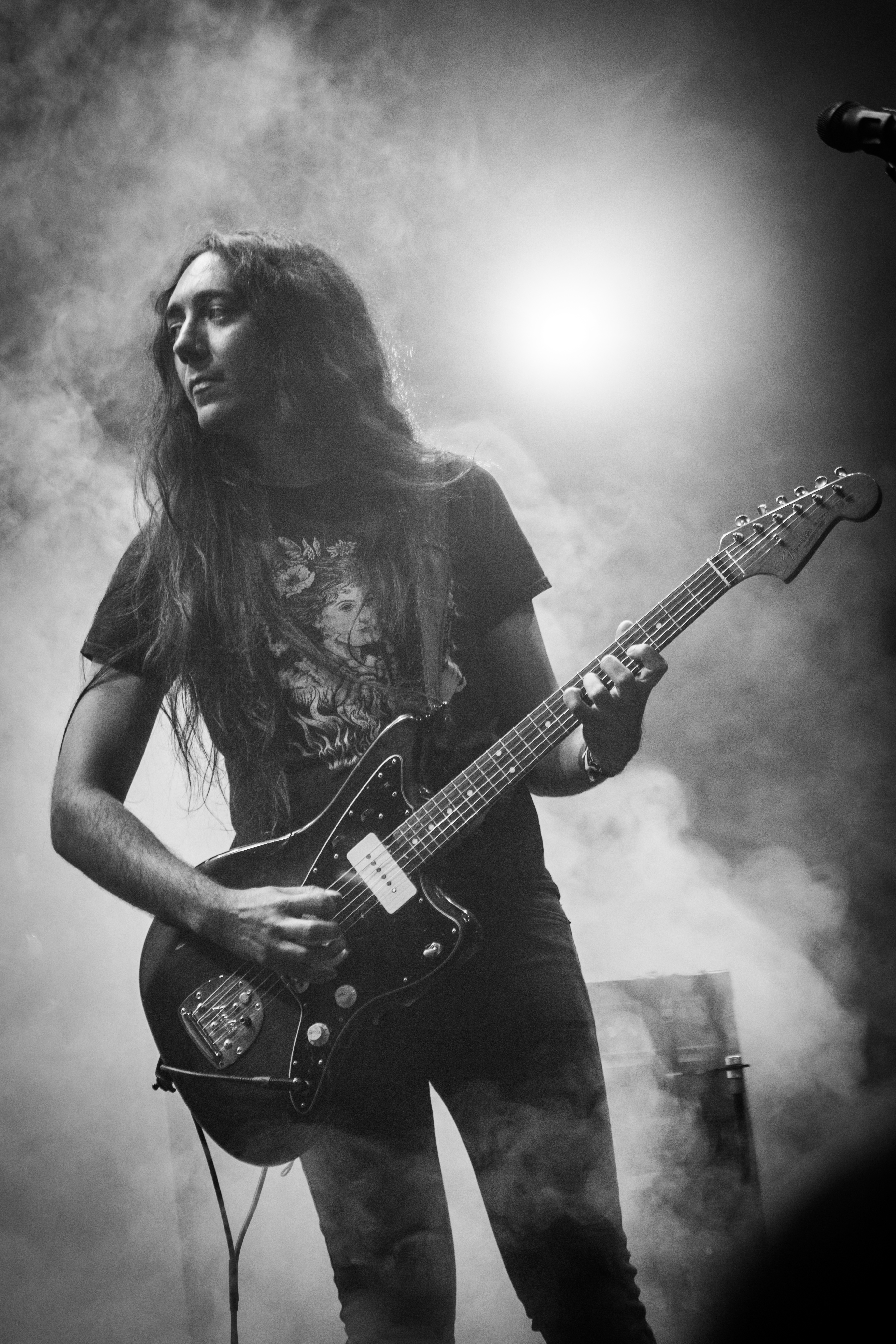
Neige, pionier gatunku, na Prophecy Fest 2016

Blackgaze – fuzja gatunkowa łącząca elementy black metalu i shoegaze’u powstała na początku XXI wieku.
Pionierem tego gatunku jest francuski muzyk Neige. W 2005 roku wydał EP Le Secret swojego projektu Alcest, czyniąc to pierwszym w historii blackgaze’owym wydaniem. Sama ta fuzja gatunkowa powstała przypadkowo – Neige nie wiedział o czymś takim jak shoegaze tworząc Alcest.
Gatunek zyskał popularność w 2013 roku wraz z wydaniem albumu Sunbather przez zespół Deafheaven.

## Charakterystyka gatunku
Struktura utworów oraz stosowanie techniki ściany dźwięku są zaczerpnięte z gatunku shoegaze. Utwory najczęściej budowane są z zastosowaniem stopniowej progresji, a nie w sposób liniowy. Z kolei elementami zapożyczonymi z black metalu jest użycie podwójnego bębna basowego i blast beaty w grze na perkusji oraz wykorzystanie techniki tremolo w riffach gitarowych. Jeśli chodzi o śpiew, są zazwyczaj stosowane techniki z obu gatunków, to znaczy wokale czyste i skrzekliwe, choć nie zawsze. Przykładowo, Deafheaven używa tylko skrzekliwych wokali, gdy Lantlôs zupełnie odszedł od nich na albumie Melting Sun i można usłyszeć tylko czysty wokal, podczas gdy Alcest używa obu technik w różnych proporcjach.
Blackgaze ma również w swoim dźwięku wpływy z gatunków jak post-rock, post-punk i post-hardcore.